# چاکلتسی
چاکلتسی (به لاتین: Chakaltsi) یک منطقهٔ مسکونی در بلغارستان است که در شهرستان ژبل واقع شده‌است.